# Quadräteln

Quadräteln ist ein traditionell bei den Schriftsetzern beliebtes Würfelspiel. Anstatt mit Würfeln wird mit den im Bleisatz verwendeten „Leerzeichen“-Bleistücken, den sogenannten Gevierten gespielt. Es gibt mehrere Arten von Gevierten, mit denen man spielen kann, – je nach Größe – zum Beispiel mit dem  Korpus- (Breite 10 Punkt) – oder Cicerogevierte (Breite 12 Punkt). 
Die Gevierte haben an einer Seitenfläche eine Einkerbung, die sogenannte Signatur. Gespielt wird nun, indem drei bis fünf Gevierte in die Hand genommen und geworfen werden. Jede obenliegende Signatur ergibt einen Punkt. Liegen alle Signaturen unten, gibt es Sonderpunkte. Der ungewöhnliche Fall, dass ein Geviert aufrecht stehen bleibt (ein sogenannter „König“), ist ein automatischer Sieg. 
Das Spiel war traditionell im Zeitalter des heute nicht mehr gebräuchlichen Bleisatzes weit verbreitet. Trotzdem haben angeblich heutzutage noch manche gelernte Schriftsetzer Geviertstücke im Schreibtisch, um damit zu spielen.